# 세계 성체 대회
세계 성체 대회(International Eucharistic Congress)는 전 세계의 성직자, 평신도가 성체에 대한 이해와 사랑을 높이고, 하느님께 영광을 돌리는 대회이다.

## 대한민국
1989년 대한민국 서울에서 개최되었다.